# Válber (calciatore 1971)
Válber da Silva Costa, noto semplicemente come Válber o Válber Costa (São Luís, 6 dicembre 1971), è un ex calciatore brasiliano, di ruolo centrocampista.

## Biografia
Ha un figlio, Válber Júnior, anch'egli calciatore.

## Caratteristiche tecniche
Giocava principalmente come trequartista, ma poteva benissimo essere impiegato anche come centrale.

## Carriera

### Club
Ha giocato in molti club brasiliani, tra cui Corinthians, Palmeiras e Vasco da Gama, oltre ai giapponesi Yokohama Flügels e Yokohama F·Marinos. Ha in totale 80 presenze e 35 reti in J1 League.

### Nazionale
Ha collezionato una presenza con la nazionale brasiliana nel match perso 2-1 contro la Germania il 17 novembre 1993.

## Statistiche

### Cronologia presenze e reti in nazionale
| Cronologia completa delle presenze e delle reti in nazionale ― Brasile | Cronologia completa delle presenze e delle reti in nazionale ― Brasile | Cronologia completa delle presenze e delle reti in nazionale ― Brasile | Cronologia completa delle presenze e delle reti in nazionale ― Brasile | Cronologia completa delle presenze e delle reti in nazionale ― Brasile | Cronologia completa delle presenze e delle reti in nazionale ― Brasile | Cronologia completa delle presenze e delle reti in nazionale ― Brasile | Cronologia completa delle presenze e delle reti in nazionale ― Brasile |
| Data                                                                   | Città                                                                  | In casa                                                                | Risultato                                                              | Ospiti                                                                 | Competizione                                                           | Reti                                                                   | Note                                                                   |
| ---------------------------------------------------------------------- | ---------------------------------------------------------------------- | ---------------------------------------------------------------------- | ---------------------------------------------------------------------- | ---------------------------------------------------------------------- | ---------------------------------------------------------------------- | ---------------------------------------------------------------------- | ---------------------------------------------------------------------- |
| 17-11-1993                                                             | Colonia                                                                | Germania                                                               | 2 – 1                                                                  | Brasile                                                                | Amichevole                                                             | -                                                                      | 67’                                                                    |
| Totale                                                                 |                                                                        | Presenze                                                               | 1                                                                      |                                                                        | Reti                                                                   | 0                                                                      |                                                                        |

## Palmarès

### Individuale
- Capocannoniere del First Stage della J.League

Yokohama Flügels: 1997